# Jean-François de Bastide
Jean-François de Bastide (Marsiglia, 15 luglio 1724 – Milano, 4 luglio 1798) è stato un commediografo, scrittore e giornalista francese.

## Biografia
Figlio di un magistrato della Provenza, fu un poligrafo: scrisse romanzi (Histoire d'une religieuse par elle-même, "Bibliothèque universelle des romans", May 1786, 24 p. in-16), commedie e tragedie, critiche e fu anche giornalista. In quest'ultima veste pubblicò Le Nouveau spectateur (1758–60), Le Monde tel qu'il est (1760–61), Journal de Bruxelles ou le Penseur (1766–67) ed altri ancora. Fu direttore della "Bibliothèque universelle des romans" dal 1779 al 1789.
Come commediografo scrisse:
- 1749: Le Désenchantement inespéré
- 1762: L'Épreuve de la probité
- 1763: Les Caractères de la musique
- 1763: Les Deux talents, opéra-comique rappresentata al Théâtre de la comédie italienne l'11 agosto su musica di chevalier d'Herbain)
- 1764: Le Jeune homme, commedia rappresentata a Bordeaux
- 1766: Les Amants opposés, commedia rappresentata a L'Aia l'11 marzo
- La Majorité, commedia rappresentata lo stesso giorno nello stesso teatro della precedente
- 1766: Le Soldat par amour, opéra comique rappresentata a Bruxelles al Théâtre de la Monnaie, il 4 novembre (musica di Pierre Van Maldere e Ignaz Vitzthumb)
- Gésoncourt et Clémentine, tragedia rappresentata lo stesso giorno nello stesso teatro.
- La Petite-Maison, pubblicata su Contes de M. de Bastide, Paris, L. Cellot, 1763, II, 1, p. 47-88